# Климонс, Джим
Джеймс Митчелл «Джим» Климонс (англ. James Mitchell "Jim" Cleamons; родился 13 сентября 1949, Линкольнтон, Северная Каролина) — американский профессиональный баскетболист и тренер.

## Карьера игрока
Играл на позиции разыгрывающего защитника. Учился в Университете штата Огайо, в 1971 году был выбран на драфте НБА под 13-м номером командой «Лос-Анджелес Лейкерс». Позже выступал за команды «Кливленд Кавальерс», «Нью-Йорк Никс» и «Вашингтон Буллетс». Всего в НБА провёл 9 сезонов. В сезоне 1971/1972 годов Климонс стал чемпионом НБА в составе «Лейкерс». Один раз включался во 2-ю сборную всех звёзд защиты НБА (1976). Всего за карьеру в НБА сыграл 652 игры, в которых набрал 5412 очков (в среднем 8,3 за игру), сделал 1981 подбор, 2531 передачу, 533 перехвата и 120 блок-шотов.

## Тренерская карьера
После завершения профессиональной карьеры Климонс сначала работал на должности главного тренера в университетских командах «Фурман Паладинс» (1982—1983), «Огайо Стэйт Бакайс» (1983—1987) и «Янгстаун Стэйт Пингвинз» (1987—1989), выступающих в NCAA.
Затем на протяжении длительного времени работал в командах «Чикаго Буллз» (1989—1996) и «Лос-Анджелес Лейкерс» (1999—2004, 2006—2011) ассистентом Фила Джексона, под руководством которого он выиграл девять чемпионских титулов (четыре в составе «Буллз» и пять в составе «Лейкерс»). На этой должности он также два года работал в команде «Нью-Орлеан/Оклахома-Сити Хорнетс» (2004—2006). В 1996—1997 годах был главным тренером команды «Даллас Маверикс», после чего перешёл в клуб АБЛ «Чикаго Кондорс» (1997—1998). В 2011—2012 годах уехал в Китай, куда был приглашён на должность главного тренера клуба «Чжэцзян Лайонс», после чего входил в тренерский штаб «Милуоки Бакс». В настоящее время работает помощником главного тренера в клубе «Нью-Йорк Никс».

## Статистика

### Статистика в НБА
| Сезон                                                                                    | Команда   | Регулярный сезон | Регулярный сезон | Регулярный сезон | Регулярный сезон | Регулярный сезон | Регулярный сезон | Регулярный сезон | Регулярный сезон | Регулярный сезон | Регулярный сезон | Регулярный сезон | Серия плей-офф | Серия плей-офф | Серия плей-офф | Серия плей-офф | Серия плей-офф | Серия плей-офф | Серия плей-офф | Серия плей-офф | Серия плей-офф | Серия плей-офф | Серия плей-офф |
| Сезон                                                                                    | Команда   | GP               | GS               | MPG              | FG%              | 3P%              | FT%              | RPG              | APG              | SPG              | BPG              | PPG              | GP             | GS             | MPG            | FG%            | 3P%            | FT%            | RPG            | APG            | SPG            | BPG            | PPG            |
| ---------------------------------------------------------------------------------------- | --------- | ---------------- | ---------------- | ---------------- | ---------------- | ---------------- | ---------------- | ---------------- | ---------------- | ---------------- | ---------------- | ---------------- | -------------- | -------------- | -------------- | -------------- | -------------- | -------------- | -------------- | -------------- | -------------- | -------------- | -------------- |
| 1971/72                                                                                  | Лейкерс   | 38               |                  | 5,3              | 35,0             |                  | 77,8             | 1,0              | 0,9              |                  |                  | 2,6              | 6              |                | 2,8            | 57,1           |                | -              | 0,7            | 0,7            |                |                | 1,3            |
| 1972/73                                                                                  | Кливленд  | 80               |                  | 17,4             | 45,4             |                  | 74,3             | 2,1              | 2,6              |                  |                  | 5,7              | Не участвовал  | Не участвовал  | Не участвовал  | Не участвовал  | Не участвовал  | Не участвовал  | Не участвовал  | Не участвовал  | Не участвовал  | Не участвовал  | Не участвовал  |
| 1973/74                                                                                  | Кливленд  | 81               |                  | 20,3             | 43,3             |                  | 69,9             | 2,8              | 2,8              | 0,8              | 0,2              | 7,0              | Не участвовал  | Не участвовал  | Не участвовал  | Не участвовал  | Не участвовал  | Не участвовал  | Не участвовал  | Не участвовал  | Не участвовал  | Не участвовал  | Не участвовал  |
| 1974/75                                                                                  | Кливленд  | 74               |                  | 36,4             | 48,0             |                  | 79,6             | 4,4              | 5,1              | 1,1              | 0,3              | 11,9             | Не участвовал  | Не участвовал  | Не участвовал  | Не участвовал  | Не участвовал  | Не участвовал  | Не участвовал  | Не участвовал  | Не участвовал  | Не участвовал  | Не участвовал  |
| 1975/76                                                                                  | Кливленд  | 82               |                  | 34,6             | 46,6             |                  | 79,8             | 4,3              | 5,2              | 1,5              | 0,2              | 12,2             | 13             |                | 38,7           | 39,7           |                | 82,5           | 5,5            | 4,7            | 0,6            | 0,2            | 13,8           |
| 1976/77                                                                                  | Кливленд  | 60               |                  | 34,1             | 43,4             |                  | 75,7             | 4,6              | 5,1              | 1,1              | 0,4              | 10,4             | Не участвовал  | Не участвовал  | Не участвовал  | Не участвовал  | Не участвовал  | Не участвовал  | Не участвовал  | Не участвовал  | Не участвовал  | Не участвовал  | Не участвовал  |
| 1977/78                                                                                  | Нью-Йорк  | 79               |                  | 25,4             | 48,0             |                  | 78,6             | 2,7              | 3,6              | 0,9              | 0,2              | 6,5              | 6              |                | 21,2           | 38,9           |                | 100,0          | 2,2            | 3,8            | 0,5            | 0,0            | 5,7            |
| 1978/79                                                                                  | Нью-Йорк  | 79               |                  | 30,3             | 47,3             |                  | 76,0             | 2,8              | 4,8              | 0,9              | 0,1              | 9,5              | Не участвовал  | Не участвовал  | Не участвовал  | Не участвовал  | Не участвовал  | Не участвовал  | Не участвовал  | Не участвовал  | Не участвовал  | Не участвовал  | Не участвовал  |
| 1979/80                                                                                  | Нью-Йорк  | 22               |                  | 11,5             | 43,5             | 37,5             | 80,0             | 0,9              | 1,8              | 0,6              | 0,1              | 3,4              | Не участвовал  | Не участвовал  | Не участвовал  | Не участвовал  | Не участвовал  | Не участвовал  | Не участвовал  | Не участвовал  | Не участвовал  | Не участвовал  | Не участвовал  |
| 1979/80                                                                                  | Вашингтон | 57               |                  | 26,9             | 48,3             | 17,4             | 73,5             | 2,3              | 4,4              | 0,8              | 0,2              | 7,8              | 2              |                | 10,0           | 0,0            | -              | -              | 0,5            | 0,5            | 0,5            | 0,0            | 0,0            |
|                                                                                          | Всего     | 652              |                  | 26,1             | 46,0             | 22,6             | 76,5             | 3,0              | 3,9              | 1,0              | 0,2              | 8,3              | 27             |                | 24,7           | 39,6           | -              | 84,8           | 3,3            | 3,3            | 0,6            | 0,1            | 8,2            |
| Наведите курсор мыши на аббревиатуры в заголовке таблицы, чтобы прочесть их расшифровку. |           |                  |                  |                  |                  |                  |                  |                  |                  |                  |                  |                  |                |                |                |                |                |                |                |                |                |                |                |

### Статистика в NCAA
| Сезон | Команда     | Conf    | Class | GP | GS | MPG  | FG%  | 3P% | FT%  | RPG | APG | SPG | BPG | PPG  |
| --- | ----------- | ------- | ----- | -- | -- | ---- | ---- | --- | ---- | --- | --- | --- | --- | ---- |
| 1968/69 | Огайо Стэйт | Big Ten | SO    | 24 |    | 38,1 | 50,7 |     | 76,7 | 7,4 |     |     |     | 16,6 |
| 1969/70 | Огайо Стэйт | Big Ten | JR    | 24 | 24 | 38,8 | 59,8 |     | 77,4 | 8,0 |     |     |     | 21,6 |
| 1970/71 | Огайо Стэйт | Big Ten | SR    | 24 | 22 | 36,6 | 51,0 |     | 74,3 | 6,3 |     |     |     | 17,4 |
| Всего | Всего       | Всего   | Всего | 72 | 46 | 37,8 | 54,2 |     | 76,1 | 7,3 |     |     |     | 18,5 |
| Наведите курсор мыши на аббревиатуры в заголовке таблицы, чтобы прочесть их расшифровку Статистика приведена с сайта sports-reference.com |             |         |       |    |    |      |      |     |      |     |     |     |     |      |